# Henrik I. Nemški
Henrik I., imenovan Ptičar, saški vojvoda, vzhodnofrankovski kralj, * 876, Memleben, † 2. julij 936, Memleben.
Henrik je bil prvi vzhodnofrankovski kralj iz saškega rodu Liudolfincev. Čeprav so ga za kralja izvolili samo Franki in Sasi (919), se mu je s spretno politiko vojaških pritiskov in prijateljskih povezav posrečilo v kraljestvu obdržati tudi vojvodini Švabsko (919) in Bavarsko (921/922). V kraljestvo je ponovno vključil vojvodino Lotaringijo (925), ki se je bila v času njegovega predhodnika Konrada I. odcepila in pridružila zahodnofrankovskemu kraljestvu. Z vojaško močnimi Ogri, ki so vdirali z vzhoda, je sklenil premirje (926) in sprejel ukrepe za vojaško krepitev kraljestva. Istočasno je s saško vojsko vdrl na ozemlje vojaško šibkejših Slovanov in si pokoril slovanska plemena na območjih reke Havel in spodnje Labe; prisilil jih je, tako kot tudi Čehe, k plačevanju davka (928). Ko je ocenil, da je kraljestvo dovolj pripravljeno za spopad z Ogri, jim je nehal plačevati davek (932). Na čelu združene vojske vseh nemških plemen je po odločilnem spopadu ob reki Unstrut (15. marca 933) Ogre pognal v beg. S tem je še bolj utrdil svoj položaj med nemškimi plemeni, pri evropskih sosedih pa si je prislužil sloves rešitelja krščanstva. Za svojega naslednika je določil sina Otona.

## Poreklo. Mlada leta
Henrik je bil vnuk karolinškega vojskovodje in saškega grofa Liudolfa (†866), ki velja za začetnika saške dinastije Liudolfincev. Liudolf se je uveljavil kot vojskovodja vzhodnofrankovskega kralja Ludvika Nemškega v bojih proti Normanom, Polabskim Slovanom in Velikomoravcem. Posesti je imel na zahodnih pobočjih pogorja Harz in v porečju reke Leine. Kasnjejši viri ga imenujejo saški vojvoda. Bil je tako ugleden, da je lahko svojo hčerko Luitgardo poročil s kraljevim sinom Ludvikom Mlajšim.
Liudolfa je nasledil sin Bruno, ki pa je leta 880 v spopadu z Danci utrpel poraz in v bitki umrl. Saški vojvoda je tedaj postal njegov brat Oton Razsvetljeni (†912), Henrikov oče. O njem se ve, da je spremljal karolinškega vzhodnofrankovskega kralja Arnulfa Koroškega na kronanje v Rim. Poročil se je s Hedviko iz starega rodu Babenberžanov, ki je postala Henrikova mati. 
Henrik se je že kot mladenič bojeval na severu in vzhodu proti Dancem in Slovanom ter proti Ogrom, ki so vsako leto vdirali od vzhoda in zlasti v letih 906 in 908 pustošili po Saški in Turingiji.
V času šibke kraljeve oblasti Arnulfovega mladoletnega sina Ludvika, sta se za oblast na območju Majne spopadli dve frankovski rodbini, stari Babenberžani in Konradini. Kot zmagovalci so izšli Konradini, ki so zavladali v vojvodini Frankovski. S smrtjo osemnajstletnega Ludvika (911) je karolinška dinastija izumrla in novi vzhodnofrankovski kralj je postal, tudi s pomočjo majnškega nadškofa Hattosa, Konrad I. iz rodu Konradinov. Naslednje leto je umrl Henrikov oče in Henrik ga je nasledil kot saški vojvoda (912).

## Saški vojvoda
Novi vzhodnofrankovski kralj Konrad I. je imel težave pri uveljavljanju kraljeve oblasti v vojvodinah kraljestva, Saški, Bavarski in Lotaringiji. Na Saškem se je zapletlo, ko je začel cerkvenim posestim obnavljati privilegije iz karolinških časov. Razmere so se toliko zaostrile, da je poskušal (ob pomoči majnškega nadškofa) Henriku celo streči po življenju. Henrik je za zaroto zvedel in zasedel posesti majnškega nadškofa na Saškemm in v Turingiji, jih razdelil svojim vazalom ter razširil svojo oblast nad vso Turingijo. V odgovor je Konrad poslal svojega brata Eberharda na Saško z vojsko, ki pa je pri Ehresburgu utrpela uničujoč poraz. Kasneje je kralj sam oblegal Henrika v utrdbi Grone (pri Göttingenu), vendar tudi neuspešno. Vladarja se po tem nista več spopadala; ni znano, ali sta se tudi kaj pogodila.
Konrad je imel tudi polno drugih težav. Lotaringija se je ločila od vzhodnofrankovskega in se priključila zahodnofrankovskemu kraljestvu. Uprla se mu je Bavarska. Z vzhoda so kar naprej vdirali Ogri. Konrad je bil v spopadu z bavarskim vojvodo Arnulfom I. težko ranjen (916). Trije različni viri navajajo, da je Konrad pred smrtjo bližnjim naročil, naj ponudijo kraljevo čast Henriku in mu izročijo kraljeve insignije. Njegov brat Eberhard naj bi to naročilo dejansko izpolnil. O tem novejše zgodovinopisje dvomi. Glede na to, da je do Henrikovega prevzema dolžnosti vzhodnofrankovskega kralja trajalo še pet mesecev, je bolj verjetno, da so bila potrebna še trda pogajanja.

## Vzhodnofrankovski kralj
Henrika so priznali in postavili za novega vzhodnofrankovskega kralja saški in frankovski plemiči in prelati, maja 919 na frankovskem ozemlju blizu saške meje v Fritzlarju. Henrik je cerkveno maziljenje in kronanje odklonil, brez dvoma zato, ker ni hotel biti odvisen od duhovščine, ki si je prizadevala za čim večji vpliv tudi v posvetnih zadevah. Ker se simbolno ni dvignil nad ostale vojvode, si je pridobil njihovo naklonjenost in pokazal, da namerava vladati v soglasju z njimi.
Teže je bilo na Švabskem in Bavarskem, katerih vojvodi na Henrikovem ustoličenju nista bila prisotna. Henrik se je takoj odpravil z vojsko na Švabsko. Švabski vojvoda Burchard II., ki je že bil v sporu z burgundskim kraljem Rudolfom II., mu je še istega leta (919) priznal vazalstvo in Henrik se je s tem zadovoljil. Bavarski vojvoda Arnulf I., ki je morda celo sam pogledoval po vzhodnofrankovskem prestolu, pa je bil pripravljen priznati Henrikovo nadoblast šele po Henrikovem drugem vojaškem pohodu na Bavarsko, pa tudi tedaj šele, ko mu je Henrik prepustil pravico do dodeljevanja škofij in do dohodkov od kraljevih posesti; pustil mu je, da je v svoji vojvodini vladal kot pravi kralj. Pravico do cerkvenih dohodkov je moral Henrik prepustil tudi švabskemu vojvodi Burchardu II. Po Burchardovi smrti (926) za novega vojvodo ni imenoval njegovega mladoletnega sina, ampak Frankovca Hermana I. iz rodbine Konradinov, ki je kot tujec imel v vojvodini manjšo podporo in je bil bolj odvisen od kralja. Švabska in Bavarska sta ostali kralju oddaljeni vojvodini, ki jih, potem ko sta ga priznali, ni več obiskoval. Kralja pa sta podpirali v obrambi pred Ogri.
Henrik je z zahodnofrankovskim kraljem Karlom III. sklenil prijateljsko zvezo (unanimitatis pactum et societatis amicitia), v kateri sta eden drugemu priznala kraljevski položaj in glede Lotaringije potrdila obstoječe stanje. Potem pa, ko se je Robert I. uprl Karlu III. in se kronal za zahodnofrankovskega (proti)kralja (922), je Henrik sklenil prijateljsko zvezo tudi z Robertom. V medsebojnem spopadu tekmecev blizu Soissonsa (15. junija 923) je bil Robert ubit, njegova vojska pa je zmagala in ujela Karla. Od burgundskega grofa Rudolfa, ki je nasledil Roberta in je postal novi zahodnofrankovski kralj (923), je Henrik (ki je bil Roberta podpiral) pridobil ozemlje med Mozelo in Renom (Spodnjo Lotaringijo). Notranji spopadi so se v Lotaringiji nadaljevali. Koncem leta 925 je prevladal najvplivnejši lotarinški plemič grof Giselbert in priznal Henrikovo nadoblast; leta 928 se je poročil z njegovo hčerko Gerbergo, Henrik pa ga je priznal za vojvodo Lotaringije. Lotringija in z njo aachenska stolnica, mesto kronanja karolinških kraljev, je ponovno pripadla vzhodnofrankovskemu kraljestvu.
Kot vzhodnofrankovski kralj je Henrik spoštoval pravico dedovanja položajev in služb. Vojvodam je pustil vladanje znotraj vojvodin, oni pa so mu obljubili podporo in vojaško sodelovanje v pohodih proti zunanjim sovražnikom. Od duhovščine se ni pustil voditi, ni pa bil do nje sovražen in se ni vtikal v imenovanja škofov. Ni pošiljal svojih predstavnikov na sinode na nemške ozemlju (Koblenz, Erfurt). Ustanovil pa je samostan v Quedlinburgu. Henrik je veliko pozornosti posvečal pridobivanju pomembnih relikvij. Verjetno mu je burgundski kralj Rudolf II. prinesel »sveto sulico«, s katero je bil po Janezovem evangeliju preboden Jezus na križu.

## Bojevanje s sosedi
Ob vdorih ogrske konjenice v letih 924 in 926 Henrik ni mogel zaščititi prebivalstva. Po srečnem naključju so Sasi leta 926 zajeli pomembnega ogrskega vojskovodjo in Henrik je v zameno za njegovo izpustitev in ob pristanku na plačevanje letnega davka izposloval devetletno premirje; istočasno se je začel pripravljati za bolj enakovreden spopad z Ogri. Na zboru v Wormsu (novembra 926) so bili sprejeti ukrepi za izboljšanje obrambnih sposobnosti kraljestva. Na pomembnih lokacijah so utrdili obzidja ali zgradili nova, za katera se je lahko prebivalstvo skrilo v primerih nevarnosti. Posebna pozornost je bila posvečena pripravi konjenice, sposobne za spopad z Ogri.

### Osvajanje slovanskih ozemelj
Med premirjem z Ogri je Henrik osvajal slovanska ozemlja, pri čemer je uporabljal samo saško vojsko. V nasprotju z njegovim spravnim in blagim delovanjem na nemškem ozemlju so bili pohodi Sasov proti Slovanom izredno kruti in krvavi. Sasi so vojaški pohod najprej usmerili proti severu na območje reke Havel in ga pozimi 928/929 zaključili z zavzetjem mesta Branibor, kasneje imenovanega 
Brandenburg. Pohod so nadaljevali proti Polabcem ob srednji Labi. Po zavzetju njihove osrednje postojanke, Gane (verjetno v bližini današnjega Stauchitza blizu Meißna), so pobili vse odrasle, otroke pa odpeljali v suženjstvo. Priključila se jim je vojska bavarskega vojvode Arnulfa I. in skupaj so nadaljevali pohod proti Češki. Češki knez Vaclav se je umaknil v Prago in brez velikega odpora pristal na plačevanje davka.
Avgusta 929 so Slovani izvedli povračilni napad na utrdbo Walsleben (danes del Osterburga) in tudi oni pobili vse prebivalce. Zato sta septembra 929 grofa Bernhard in Tietmar, odgovorna za to območje, ponovno napadla. Po zmagi v bitki pri Lenznu blizu Labe (na robu današnjeg dežele Mecklenburg - Predpomorjanska), ki je na obeh straneh terjala veliko žrtev, so Sasi pobili vse ujetnike.
Sasi so na vseh območjih, ki so jih zasedli, podrejenim plemenom naložili plačevanje davkov in jih pokristjanjevali. Na obmejnih območjih so ustanavljali utrjene postojanke, ki so jim služile za nadaljnja osvajanja. Med njimi sta bili zelo pomembni utrdbi Meißen in Merseburg. Pred obzidjem Merseburga so naselili enoto, sestavljeno iz kriminalcev, ki so bili zaradi ropov in umorov pregnani iz domovine (legio Mesaburionum); kazen so jim odpustili in jih pošiljali v represalije na slovansko območje. V postojankah so imeli sedež kraljevi odposlanci (legati) s posebnimi pooblastili in zadolžitvami. Ni pa bilo tedaj še načrtnega organiziranja osvojenih ozemelj v mejne grofije - krajine.

### Zmaga nad Ogri
Po letih priprav in krepitve vojske je Henrik leta 932 (tri leta pred iztekom premirja) Ogrom zavrnil plačilo davka. V začetku marca 933 so se Ogri ponovno pojavili na mejah Saške in Turingije. Do glavnega spopada (bitka pri Riade) je prišlo 15. marca 933 na neugotovljeni lokaciji v severni Turingiji ob reki Unstrut. Pod Henrikovim vodstvom je združena vojska vseh plemen kraljestva (Bavarci, Švabi, Franki, Lotaringijci, Sasi in Turingijci) pognala Ogre v beg. Prva zmaga po dolgem času nad Ogri na odprtem terenu je ponesla Henrikovo slavo po Evropi, ki so jo v pesmih opevali še naslednji rodovi. Zmaga je med nemškimi plemeni nesporno utrdila Henrikov kraljevi položaj. V Evropi so ga slavili kot zaščitnika krščanstva.
Leta 934 je Henrik izvedel še napad na dansko utrdbo Hedeby in prisilil danskega kralja Knuta I., da mu je začel plačevati davek in sprejel krščanstvo.

## Henrikova družina
Henrik se je poročil dvakrat. Prvič se je poročil s Hatheburgo, hčerko bogatega saškega grofa Ervina iz Merseburga, ki mu je rodila sina z imenom
- Tankmar (908 – 938)

Ker pa je bila pred poroko nuna, Cerkev zakona ni priznala. Henrik jo je poslal nazaj v samostan in tudi Tankmarja ni priznal za svojega zakonitega dediča; obdržal pa je njeno bogato doto.
Leta 909 se je triintridesetletni Henrik poročil s štirinajstletno Matildo (~895-968), hčerko vestfalskega grofa Dietricha in potomko slavnega saškega vojvode Widukinda. Rodila mu je dve hčerki in tri sinove:
- Hedvika (910 – 965) ∞ zahodnofrankovski vojvoda Hugo Veliki, pariški grof
- Oton (912 – 973) – vzhodnofrankovski kralj in cesar Svetega rimskega cesarstva
- Gerberga (913 – 984) ∞ 1.) lotarinški vojvoda Giselbert; 2.) zahodnofrankovski kralj Ludvik IV.
- Henrik (919 – 955) – bavarski vojvoda
- Bruno (925 – 965) – nadškof v Kölnu in vojvoda Lotaringije.

## Določitev naslednika
Henriku je s spretno politiko vojaških pritiskov in sporazumov uspelo ponovno povezati nemška plemena. Iz dokumentov je razvidno, da je vsaj od leta 929 razmišljal, da bi vladavino zapustil samo enemu nasledniku, sinu Otonu in s tem zagotovil njeno enotnost. O tem pričajo listine, ki sledijo dvornemu srečanju v Quedlingburgu (929), na katerem je Henrik ženi Matildi ob soglasju plemičev in sina Otona zagotovil obsežne posesti na lokacijah Quedlinburg, Pöhlde, Nordhausen, Grone in Duderstadt. Viri Otona odtlej imenujejo rex. Po Otonovi poroki z angleško princeso Eadgyth ga je Henrik v Aachnu in v Frankovski tudi predstavil kot svojega naslednika. Ni pa nobenih indicev, da bi Oton pred očetovo smrtjo sodeloval pri vladanju.
Leta 935 je v Yvoisu ob reki Chiers, na meji med zahodnofrankovskim in vzhodnofrankovskim kraljestvom, prišlo do srečanja treh kraljev. Henrik je obnovil in okrepil prijateljsko zvezo z burgundskim kraljem Rudolfom II. (†937) in zahodnofrankovskim kraljem Rudolfom (†936). Po Widukindu naj bi Henrik načrtoval pohod na kronanje v Rim, a ga je prehitela bolezen. Konec leta 935 ga je na lovu v Harzu zadela kap. Toliko si je še opomogel, da je zgodaj poleti 936 v Erfurtu še sklical zbor, na katerem je bilo govora o stanju v kraljestvu (de statu regni). Henrik je ponovno priporočil plemičem, naj potrdijo Otona za njegovega naslednika; ostale sinove je odpravil z zemljiško posestjo in vrednostnimi predmeti (praedia cum thesauris). V Memlebnu ga je ponovno zadela kap in 2. julija 936 je umrl. Pokopali so ga v Quedlinburgu.